# Agnéby
Agnéby was een van de negentien regio's van Ivoorkust en lag in het zuidoosten van het land. De regio mat ongeveer 9000 vierkante kilometer en had in 2007 zo'n 820.000 inwoners. De regiohoofdstad was Agboville. Bevolkingsgroepen in de voormalige regio zijn de Attié en de Abé.
De regio werd in 2011 opgeheven en ging op in het nieuwe district Lagunes.

## Grenzen
De regio Agnéby grensde voor de bestuurlijke hervorming van 2011 aan drie andere Ivoriaanse regio's:
- N'zi-Comoé in het noorden.
- Indénié-Djuablin in het oosten.
- Lagunes in het zuiden en het westen.

## Departementen
De regio was verder opgedeeld in twee departementen
:
- Adzopé
- Agboville